# Бой Деул
Бой Деул (нід. Boy Deul; нар. 30 серпня 1987, Амстердам) — нідерландський футболіст кюрасаоського походження, півзахисник кам'янської «Сталі».

## Біографія

### Клубна кар'єра
Народився 30 серпня 1987 року в Амстердамі. На дитячому рівні грав за команду «Віллемстад» зі столиці Нідерландських Антильських островів, згодом потрапив в академію «Волендам», за який і дебютував у 2005 році у дорослому футболі. Протягом перших двох сезонів молодий півзахисник рідко виходив на поле, але у сезоні 2007/08 допоміг своїй команді виграти Еерстедивізі та вийти до елітного дивізіону Нідерландів.
Просто наступний сезон Деул розпочав в іншій команді Ередивізі — «Віллем II», куди перейшов 29 червня 2008 року, але за два сезони зіграв лише у 11 матчах чемпіонату, зокрема і через травми, тому в липні 2010 року з гравцем не було продовжено контракт і він покинув клуб на правах вільного агента.
29 липня 2010 року Бой підписав однорічний контракт з мюнхенською «Баварією» і став виступати за другу команду у Третій лізі. За підсумками сезону 2010/11 команда зайняла останнє 20 місце і вилетіла в Регіоналлігу, де Деул провів наступний сезон, після чого покинув німецький клуб.
27 липня 2012 року Деул повернувся на батьківщину і підписав контракт на один сезон з командою Еерстедивізі «Вендам», де відразу став основним гравцем, але в кінці березня 2013 року команда збанкрутувала і всі гравці отримали статус вільного агента.
У липні 2013 року Бой став гравцем бельгійського «Антверпена», куди його запросив новий тренер бельгійського клубу, співвітчизник Джиммі Флойд Гассельбайнк, але не зігравши жодного матчу, незабаром Деул покинув антверпенський клуб і знову тривалий час лишався без клубу.
Лише 19 липня 2014 року півзахисник повернувся до професійного футболу, підписавши контракт з «Емменом», що також грав у Еерстедивізі, де провів наступні два сезони, після чого покинув клуб на правах вільного агента.
У червні 2016 року прибув на перегляд до кам'янської «Сталі», яку тренував його співвітчизник Ерік ван дер Мер. На початку липня того ж року підписав контракт зі «сталеварами» терміном на два роки. Проте в Україні за сезон зіграв лише 18 матчів у Прем'єр-лізі, забивши 2 голи і віддавши 3 результативні передачі, після чого 10 серпня 2017 року перейшов до кіпрського «Пафоса»..

### Збірна
2009 року кілька разів викликався до збірної Нідерландських Антильських островів, а з 2010 року до створеної замість неї національної збірної Кюрасао, але за жодну з них так і не дебютував.